# هفت کلیسای آسیا
هفت کلیسای آسیا (انگلیسی: Seven churches of Asia) یا هفت کلیسای مکاشفه یوحنا، یا هفت کلیسای آخرالزمان، هفت کلیسای مهم در ابتدای مسیحیت هستند که در کتاب مکاشفه یوحنا از آنها نامبرده شده است. در کتاب مکاشفه یوحنا، در جزیره یونانی پاتموس، عیسی مسیح به خدمتکار خود یوحنا پاتموسی دستور می‌دهد که به هفت کلیسای افسوس، اسمیرنا، پرگاموس، تیاتریا، ساردیس، فیلادلفیا و لائودیسیا نامه بنویسد.

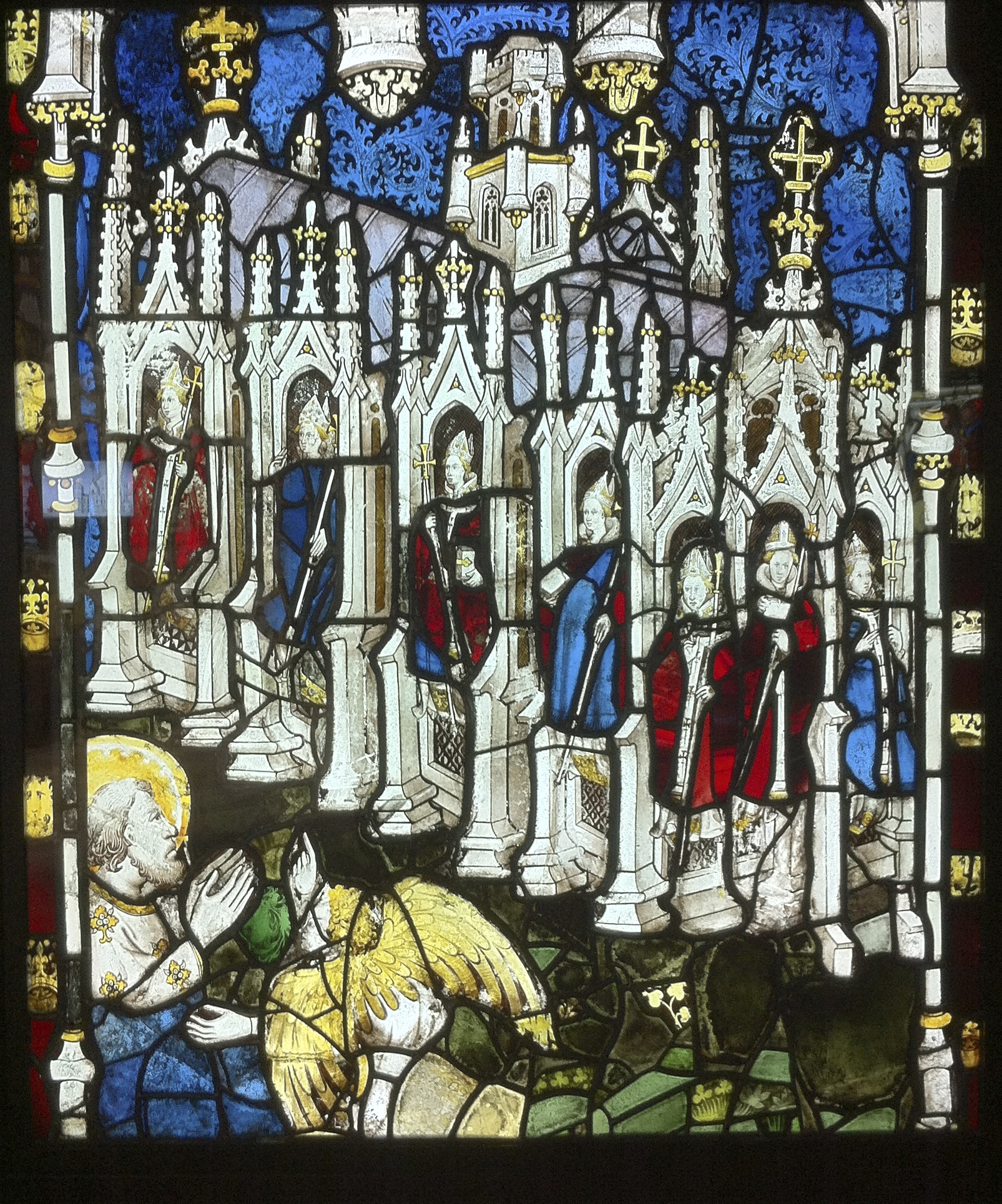
هفت کلیسای آسیا در شیشه دیوار کلیسای یورک انگلستان.

در این متون معمولاً کلیسا به عنوان یک ساختمان نیست بلکه به گروه مسیحیان آن شهر گفته می‌شود. هفت کلیسا در مناطق زیر هستند:
- افسوس
- اسمیرنا (ازمیر)
- پرگاموم
- تیاتریا
- ساردیس
- فیلادلفیا
- لائودیسیا

## مشخصات کلیساها
- افسوس: کلیسایی که اولین عشقش را فراموش کرد.
- اسمیرنا: کلیسایی که مورد آزار قرار می‌گیرد.
- پرگاموم: کلیسایی که باید توبه کند.
- تیاتریا: کلیسایی که دارای پیامبران دروغین است.
- ساردیس: کلیسایی که به خواب فرو رفته است.
- فیلادلفیا: کلیسایی که صبورانه تحمل می‌کند.
- لائودیسیا: کلیسایی که بدون اشتیاق نسبت به خداوند است.

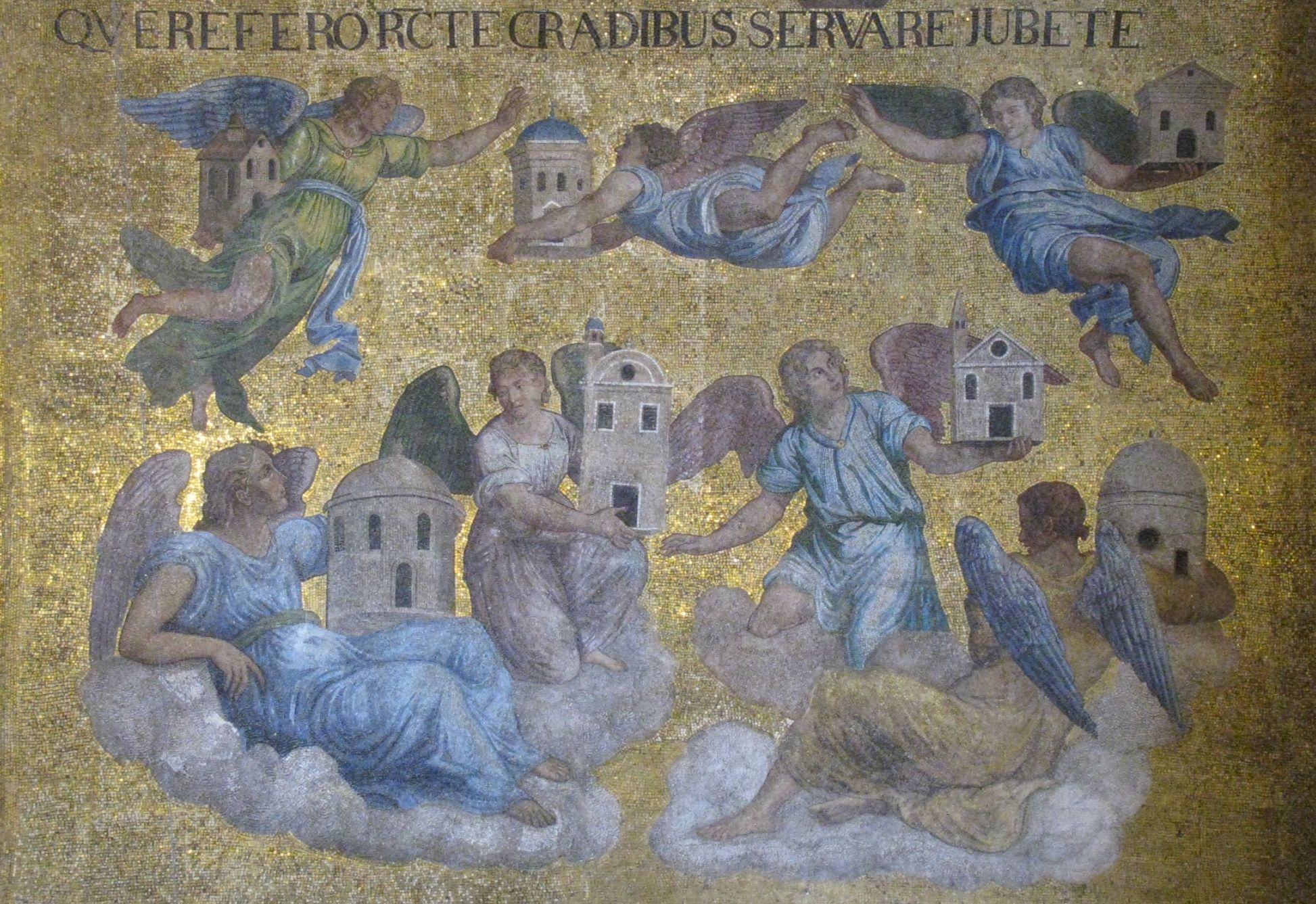
هفت فرشته کلیسای آسیا.

## هفت پیام
نامه‌ها دارای هفت پیام برای این هفت کلیسا هستند. خداوند در این نامه‌ها هر کلیسا را مورد خطاب قرار می‌دهد و به آن سفارشهای خاصی می‌کند. برای هر کلیسا آزمایشی وجود دارد و در صورت سربلندی پاداش مهمی خواهد بود.

## هفت فرشته
در کتاب مکاشفه یوحنا هفت پیام برای این هفت کلیسا وجود دارد. پیام هر کلیسا توسط فرشته آن کلیسا برده می‌شود. بعضی محققان معتقدند که این فرشتگان محافظان این هفت کلیسا هستند.